# Umeåi Egyetem
Az Umeåi Egyetem (eredeti név: Umeå universitet) a svédországi Umeåban található egyetem. Alapítási éve 1965 volt, ezzel az ötödik legrégebb óta működő egyetem az ország jelenlegi határain belül. 2012-ben egy brit magazin a 23. helyre rangsorolta az 50 évnél fiatalabb felsőoktatási intézmények közül. 2013-ban a nemzetközi hallgatói elégedettségi értékelésen az első helyezést érte el a svéd egyetemek és főiskolák összehasonlításában.
2013-as adatok szerint az Umeåi Egyetemen több mint 36 000 beiratkozott hallgató tanult, közülük hozzávetőlegesen 17 000 a nappali tagozaton. Az intézménynek több mint 4000 dolgozója van, akik közül 365 fő professzorként dolgozott. Nemzetközi összehasonlításban az egyetem különösen elismert a nyárfafajok génállományára vonatkozó kutatásai, egyes matematikai problémák feltárásához való hozzájárulásai, illetve az ipari formatervezési iskolája révén.

## Szervezeti felépítés
Az Umeåi Egyetemen jelenleg négy kar működik kilenc oktatási épülettel, de az egyetemhez tartozik több további oktatási épület is Skellefteå és Örnsköldsvik településeken. A közel 36 000 hallgató mintegy 50 képzési program 800 különböző kurzusán tanul. Az egyetem karai ábécésorrendben az alábbiak:
- Képzőművészeti Kar
- Orvostudományi Kar
- Társadalomtudományi Kar
- Természettudományi és Műszaki Kar

## Rangsorolás
A világ egyetemeinek eddigi utolsó (2012-es) akadémiai rangsorolásán az egyetemet a 201. és 300. hely közé rangsorolták; abban az évben egy másik minősítésen a 297. helyet érte el, ugyancsak a világ összes egyetemének összehasonlításában.